# Carles Santacana Torres
Carles Santacana Torres, és un historiador, especialitzat en història cultural, història social i de l'esport i història del franquisme.
Doctorat en Història Contemporània per la Universitat de Barcelona, actualment, és professor i director del departament d'Història Contemporània d'aquesta universitat. Pertany al Grup d'Estudis d'Història de la Cultura i els Intel·lectuals (GEHCI) fundat pel Dr. Jordi Casassas i Ymbert el 1998. Fou director del Centre de Documentació i Estudis del FC Barcelona, i membre de l'Ateneu Barcelonès, havent estat ponent de la «secció d'Història» a finals dels anys 80 i col·laborador de la revista "Ateneu". També és un dels autors de la història de l'Ateneu publicada el 2006, i ha participat en la presentació del projecte de l'Arxiu de la Paraula de la biblioteca de l'Ateneu Barcelonès. Durant la seva trajectòria professional ha publicat diversos de llibres i articles, i ha dirigit l'Enciclopèdia de l'Esport Català.
El maig de 2023 va ser escollit membre numerari de la Secció Històrico- Arqueològica de l'Institut d’Estudis Catalans.
Membre del Centre d'Estudis de l'Hospitalet, n'ha format part en diferents etapes de la seva Junta Directiva, en va ser el president entre 1997 i 2003.

## Llibres
- Josep Tarradellas. L'exili 2 (1954-1977), Barcelona, Edicions Dau, 2015.
- Josep Tarradellas. L'exili (1939-1954), Barcelona, Edicions Dau, 2014.
- Entre el malson i l'oblit. L'impacte del franquisme en la cultura a Catalunya i les Balears (1936-1960), Catarroja, Afers, 2013.
- Història de l'atletisme a Catalunya, Barcelona, Federació Catalana d'Atletisme, 2012 (coautor amb Xavier Pujadas).
- Enciclopèdia de l'esport català, Barcelona, Enciclopèdia Catalana, 2012.
- El Barça i el franquisme. Crònica d'uns anys decisius per a Catalunya (1968-1978), Barcelona, Mina, 2005.
- Le nationalisme catalan, Paris, Elipses, 2004.
- El franquisme i els catalans. Els informes del Consejo Nacional del Movimiento, Catarroja, Afers, 2000.
- Coordinador de La llarga postguerra (1939-1960) volum X de l'obra Història. Política, Societat i Cultura dels Països Catalans, Barcelona, Enciclopèdia Catalana, 1997.
- Victoriosos i derrotats. El franquisme a l'Hospitalet, 1939-1951, Barcelona, Publicacions de l'Abadia del Montserrat, 1994